# Ливино
Ли́вино (болг. Лъвино) — село в Разградській області Болгарії. Входить до складу общини Ісперих.

## Населення
За даними перепису населення 2011 року у селі проживали 1082 особи.
Національний склад населення села:
| Національність   | Кількість осіб | Відсоток |
| ---------------- | -------------- | -------- |
| турки            | 719            | 72,4%    |
| цигани           | 170            | 17,1%    |
| болгари          | 97             | 9,8%     |
| інша             | 0              | 0%       |
| не визначились   | 7              | 0,7%     |
| Всього відповіли | 993            |          |

Розподіл населення за віком у 2011 році:
Динаміка населення: